# 1. Tennis-Bundesliga (Herren) 2016
Die Tennis-Bundesliga der Herren wurde 2016 zum 45. Mal ausgetragen. Die 1. Liga bestand aus zehn Mannschaften.

## Mannschaften
| Mannschaften                |
| --------------------------- |
| Badwerk Gladbacher HTC      |
| HTC Blau-Weiß Krefeld       |
| Kölner THC Stadion Rot-Weiß |
| Rochusclub Düsseldorf       |
| TC Blau-Weiss Halle         |
| TC Blau-Weiss Neuss         |
| TC Bruckmühl-Feldkirchen    |
| TK Blau-Weiss Aachen        |
| TK Grün-Weiss Mannheim      |
| TK Kurhaus Aachen           |

## Tabelle
|      | Mannschaft                   | Begegnungen | Punkte | Matches | Sätze | Spiele  |
| ---- | ---------------------------- | ----------- | ------ | ------- | ----- | ------- |
| 01.  | Badwerk Gladbacher HTC       | 9           | 14:4   | 38:16   | 83:38 | 594:434 |
| 02.  | Rochusclub Düsseldorf        | 9           | 13:5   | 34:20   | 75:55 | 546:483 |
| 03.  | TK Grün-Weiss Mannheim       | 9           | 13:5   | 33:21   | 70:48 | 569:499 |
| 04.  | TK Kurhaus Aachen            | 9           | 13:5   | 32:22   | 70:56 | 549:488 |
| 05.  | TC Blau-Weiss Halle (M)      | 9           | 11:7   | 32:22   | 74:53 | 577:512 |
| 06.  | HTC Blau-Weiß Krefeld        | 9           | 9:9    | 27:27   | 65:61 | 521:512 |
| 07.  | TK Blau-Weiss Aachen (N)     | 9           | 6:12   | 23:31   | 52:72 | 466:552 |
| 08.  | Kölner THC Stadion Rot-Weiß  | 9           | 6:12   | 20:34   | 53:75 | 489:554 |
| 09.  | TC Bruckmühl-Feldkirchen (N) | 9           | 4:14   | 17:37   | 46:79 | 447:555 |
| 010. | TC Blau-Weiss Neuss          | 9           | 1:17   | 14:40   | 35:86 | 430:599 |

|                      |                                                                |
| Zum Saisonende 2015: |                                                                |
| (M)                  | Meister, Meister in der Vorsaison                              |
| (N)                  | Neuling, Aufsteiger aus der 2. Tennis-Bundesliga (Herren) 2015 |

| Zum Saisonende 2016:                                        |
| Meister Absteiger in die 2. Tennis-Bundesliga (Herren) 2017 |

## Mannschaftskader
| Pos. | Name                         |
| ---- | ---------------------------- |
| 1    | Philipp Kohlschreiber        |
| 2    | Albert Ramos Viñolas-Vinolas |
| 3    | Ričardas Berankis            |
| 4    | Andreas Haider-Maurer        |
| 5    | Márton Fucsovics             |
| 6    | Alexander Nedowessow         |
| 7    | Daniel Gimeno-Traver         |
| 8    | Franko Škugor                |
| 9    | Andrei Golubew               |
| 10   | Andrea Arnaboldi             |
| 11   | Adrián Menéndez              |
| 12   | Kamil Majchrzak              |
| 13   | Jesse Huta Galung            |
| 14   | Marcin Gawron                |
| 15   | Daniel Altmaier              |
| 16   | Tim Sandkaulen               |

| Pos. | Name                    |
| ---- | ----------------------- |
| 1    | Alexander Zverev        |
| 2    | Marcel Granollers-Pujol |
| 3    | Lukáš Rosol             |
| 4    | Facundo Bagnis          |
| 5    | Jozef Kovalík           |
| 6    | Mischa Zverev           |
| 7    | Pablo Andújar           |
| 8    | Cristian Garín          |
| 9    | Filip Horanský          |
| 10   | Peter Torebko           |
| 11   | Jaume Munar             |
| 12   | Mats Moraing            |
| 13   | Filip Veger             |
| 14   | Matwé Middelkoop        |
| 15   | Wesley Koolhof          |
| 16   | Aaron Stahl             |

| Pos. | Name                |
| ---- | ------------------- |
| 1    | Dominic Thiem       |
| 2    | Federico Delbonis   |
| 3    | Radu Albot          |
| 4    | Gerald Melzer       |
| 5    | Daniel Brands       |
| 6    | Tobias Kamke        |
| 7    | Peter Gojowczyk     |
| 8    | Nicolás Kicker      |
| 9    | Andreas Beck        |
| 10   | Robin Kern          |
| 11   | Martin Fischer      |
| 12   | Björn Phau          |
| 13   | Marc López          |
| 14   | Simon Stadler       |
| 15   | Jannik Gieße        |
| 16   | Alexander Kürschner |

| Pos. | Name                  |
| ---- | --------------------- |
| 1    | Roberto Bautista-Agut |
| 2    | Pablo Cuevas          |
| 3    | Florian Mayer         |
| 4    | Aljaž Bedene          |
| 5    | Diego Schwartzman     |
| 6    | Gastão Elias          |
| 7    | Steve Darcis          |
| 8    | Renzo Olivo           |
| 9    | Matthias Bachinger    |
| 10   | Nils Langer           |
| 11   | Maximilian Marterer   |
| 12   | Yannick Hanfmann      |
| 13   | Philipp Petzschner    |
| 14   | Dominik Meffert       |
| 15   | Philipp Oswald        |
| 16   |                       |

| Pos. | Name                    |
| ---- | ----------------------- |
| 1    | Robin Haase             |
| 2    | Jan-Lennard Struff      |
| 3    | Daniel Muñoz de la Nava |
| 4    | Simone Bolelli          |
| 5    | Dennis Novak            |
| 6    | Aslan Karazew           |
| 7    | Tim Pütz                |
| 8    | Pascal Brunner          |
| 9    | Ante Pavić              |
| 10   | Jarkko Nieminen         |
| 11   | Mikael Ymer             |
| 12   | Johannes Härteis        |
| 13   | Lennart Zynga           |
| 14   | Jannik Rother           |
| 15   | Christopher Koderisch   |
| 16   | Marek Flinner           |

| Pos. | Name                  |
| ---- | --------------------- |
| 1    | Guido Pella           |
| 2    | Paolo Lorenzi         |
| 3    | Íñigo Cervantes       |
| 4    | Horacio Zeballos      |
| 5    | Adam Pavlásek         |
| 6    | Jürgen Melzer         |
| 7    | Máximo González       |
| 8    | Luca Vanni            |
| 9    | João Souza            |
| 10   | Oriol Roca Batalla    |
| 11   | Federico Gaio         |
| 12   | Rubén Ramírez Hidalgo |
| 13   | Antal van der Duim    |
| 14   | Pablo Galdón          |
| 15   |                       |
| 16   |                       |

| Pos. | Name              |
| ---- | ----------------- |
| 1    | Igor Sijsling     |
| 2    | Ruben Bemelmans   |
| 3    | Yannick Mertens   |
| 4    | Joris De Loore    |
| 5    | Yannik Reuter     |
| 6    | Niels Desein      |
| 7    | Germain Gigounon  |
| 8    | Maxime Authom     |
| 9    | Jannis Kahlke     |
| 10   | Sander Gillé      |
| 11   | David Marrero     |
| 12   | Marco Diercks     |
| 13   | Mario Diercks     |
| 14   | Marc Merry        |
| 15   | Marcel Hornung    |
| 16   | Patrick Bringmann |

| Pos. | Name                |
| ---- | ------------------- |
| 1    | Benoît Paire        |
| 2    | Andreas Seppi       |
| 3    | Dustin Brown        |
| 4    | Santiago Giraldo    |
| 5    | Julian Reister      |
| 6    | Kimmer Coppejans    |
| 7    | Gavin Van Peperzeel |
| 8    | Oscar Otte          |
| 9    | Jan Choinski        |
| 10   | Pavol Červenák      |
| 11   | Andreas Mies        |
| 12   | Kamil Čapkovič      |
| 13   | Filip Prpic         |
| 14   | Marco Spitzlay      |
| 15   | Max Hierl           |
| 16   |                     |

| Pos. | Name                     |
| ---- | ------------------------ |
| 1    | Pablo Carreño Busta      |
| 2    | Gilles Müller            |
| 3    | Paul-Henri Mathieu       |
| 4    | Rogério Dutra da Silva   |
| 5    | Damir Džumhur            |
| 6    | Roberto Carballés Baena  |
| 7    | Norbert Gombos           |
| 8    | Mohamed Safwat           |
| 9    | Frederico Ferreira Silva |
| 10   | Julien Obry              |
| 11   | Mateusz Kowalczyk        |
| 12   | Błażej Koniusz           |
| 13   | Rainer Eitzinger         |
| 14   | Gerald Kamitz            |
| 15   |                          |
| 16   |                          |

| Pos. | Name                    |
| ---- | ----------------------- |
| 1    | Nikoloz Basilashvili    |
| 2    | Marius Copil            |
| 3    | Édouard Roger-Vasselin  |
| 4    | Adrian Ungur            |
| 5    | Filippo Volandri        |
| 6    | Jürgen Zopp             |
| 7    | Hans Podlipnik-Castillo |
| 8    | Axel Michon             |
| 9    | Jeremy Jahn             |
| 10   | Frederik Nielsen        |
| 11   | Tom Schönenberg         |
| 12   | Maximilian Dinslaken    |
| 13   | Clinton Thomson         |
| 14   | Kevin Deden             |
| 15   | Cornell Wette           |
| 16   |                         |

## Ergebnisse
| Datum/Uhrzeit    | Heimmannschaft               | Gastmannschaft               | Matches | Sätze | Spiele |
| ---------------- | ---------------------------- | ---------------------------- | ------- | ----- | ------ |
| So. 03.07. 11:00 | Deutsche Öl und Gas RW Köln  | TK Blau-Weiss Aachen         | 1:5     | 4:11  | 42:70  |
| So. 03.07. 11:00 | HTC Blau-Weiß Krefeld        | TK GW Mannheim               | 6:0     | 12:0  | 77:46  |
| So. 03.07. 11:00 | TK Kurhaus Lambertz Aachen   | TC Bruckmühl-Feldkirchen     | 6:0     | 12:2  | 71:48  |
| So. 03.07. 11:00 | Allpresan Rochusclub BL-Team | TC Blau-Weiß Halle           | 4:2     | 8:6   | 58:61  |
| So. 03.07. 11:00 | TC Blau-Weiss Neuss          | Badwerk Gladbacher HTC       | 0:6     | 0:12  | 42:75  |
| Fr. 08.07. 13:00 | Deutsche Öl und Gas RW Köln  | Allpresan Rochusclub BL-Team | 1:5     | 4:11  | 47:63  |
| Fr. 08.07. 13:00 | TK Kurhaus Lambertz Aachen   | TK Blau-Weiss Aachen         | 4:2     | 9:4   | 67:44  |
| Fr. 08.07. 13:00 | TC Bruckmühl-Feldkirchen     | HTC Blau-Weiß Krefeld        | 1:5     | 3:11  | 42:69  |
| Fr. 08.07. 13:00 | TC Blau-Weiß Halle           | TC Blau-Weiss Neuss          | 6:0     | 12:1  | 73:38  |
| Fr. 08.07. 13:00 | TK GW Mannheim               | Badwerk Gladbacher HTC       | 2:4     | 4:9   | 48:63  |
| So. 10.07. 11:00 | HTC Blau-Weiß Krefeld        | TC Blau-Weiß Halle           | 3:3     | 8:7   | 60:53  |
| So. 10.07. 11:00 | Badwerk Gladbacher HTC       | TC Bruckmühl-Feldkirchen     | 5:1     | 11:2  | 69:32  |
| So. 10.07. 11:00 | TK Blau-Weiss Aachen         | TC Blau-Weiss Neuss          | 4:2     | 8:4   | 60:47  |
| So. 10.07. 11:00 | Allpresan Rochusclub BL-Team | TK Kurhaus Lambertz Aachen   | 2:4     | 6:8   | 65:61  |
| So. 10.07. 11:00 | TK GW Mannheim               | Deutsche Öl und Gas RW Köln  | 3:3     | 7:7   | 69:62  |
| So. 17.07. 11:00 | Deutsche Öl und Gas RW Köln  | Badwerk Gladbacher HTC       | 1:5     | 5:10  | 54:60  |
| So. 17.07. 11:00 | TK Kurhaus Lambertz Aachen   | TK GW Mannheim               | 0:6     | 1:12  | 48:76  |
| So. 17.07. 11:00 | TK Blau-Weiss Aachen         | HTC Blau-Weiß Krefeld        | 2:4     | 4:10  | 45:73  |
| So. 17.07. 11:00 | TC Blau-Weiß Halle           | TC Bruckmühl-Feldkirchen     | 4:2     | 9:5   | 63:47  |
| So. 17.07. 11:00 | TC Blau-Weiss Neuss          | Allpresan Rochusclub BL-Team | 2:4     | 5:9   | 45:63  |
| So. 24.07. 11:00 | Badwerk Gladbacher HTC       | TK Blau-Weiss Aachen         | 5:1     | 10:3  | 65:41  |
| So. 24.07. 11:00 | TC Bruckmühl-Feldkirchen     | TK GW Mannheim               | 2:4     | 5:8   | 51:60  |
| So. 24.07. 11:00 | Allpresan Rochusclub BL-Team | HTC Blau-Weiß Krefeld        | 4:2     | 10:6  | 67:50  |
| So. 24.07. 11:00 | TC Blau-Weiß Halle           | Deutsche Öl und Gas RW Köln  | 5:1     | 11:2  | 71:49  |
| So. 24.07. 11:00 | TC Blau-Weiss Neuss          | TK Kurhaus Lambertz Aachen   | 2:4     | 7:9   | 53:63  |
| Fr. 29.07. 13:00 | Deutsche Öl und Gas RW Köln  | TC Blau-Weiss Neuss          | 4:2     | 9:4   | 68:49  |
| Fr. 29.07. 13:00 | TK Kurhaus Lambertz Aachen   | HTC Blau-Weiß Krefeld        | 5:1     | 11:3  | 71:28  |
| Fr. 29.07. 13:00 | TC Bruckmühl-Feldkirchen     | TK Blau-Weiss Aachen         | 4:2     | 10:4  | 68:35  |
| Fr. 29.07. 13:00 | TC Blau-Weiß Halle           | Badwerk Gladbacher HTC       | 5:1     | 10:3  | 74:60  |
| Fr. 29.07. 13:00 | TK GW Mannheim               | Allpresan Rochusclub BL-Team | 4:2     | 9:4   | 61:47  |
| So. 31.07. 11:00 | HTC Blau-Weiß Krefeld        | Deutsche Öl und Gas RW Köln  | 1:5     | 4:11  | 51:70  |
| So. 31.07. 11:00 | TK Kurhaus Lambertz Aachen   | TC Blau-Weiß Halle           | 3:3     | 7:8   | 60:64  |
| So. 31.07. 11:00 | TK Blau-Weiss Aachen         | TK GW Mannheim               | 1:5     | 3:10  | 47:68  |
| So. 31.07. 11:00 | Allpresan Rochusclub BL-Team | Badwerk Gladbacher HTC       | 5:1     | 10:6  | 57:57  |
| So. 31.07. 11:00 | TC Blau-Weiss Neuss          | TC Bruckmühl-Feldkirchen     | 3:3     | 7:8   | 62:61  |
| So. 07.08. 11:00 | Deutsche Öl und Gas RW Köln  | TK Kurhaus Lambertz Aachen   | 1:5     | 4:10  | 40:66  |
| So. 07.08. 11:00 | Badwerk Gladbacher HTC       | HTC Blau-Weiß Krefeld        | 6:0     | 12:1  | 75:44  |
| So. 07.08. 11:00 | TC Bruckmühl-Feldkirchen     | Allpresan Rochusclub BL-Team | 1:5     | 4:10  | 43:69  |
| So. 07.08. 11:00 | TC Blau-Weiß Halle           | TK Blau-Weiss Aachen         | 3:3     | 8:8   | 65:66  |
| So. 07.08. 11:00 | TK GW Mannheim               | TC Blau-Weiss Neuss          | 4:2     | 9:4   | 67:51  |
| So. 14.08. 11:00 | HTC Blau-Weiß Krefeld        | TC Blau-Weiss Neuss          | 5:1     | 10:3  | 69:43  |
| So. 14.08. 11:00 | Badwerk Gladbacher HTC       | TK Kurhaus Lambertz Aachen   | 5:1     | 10:3  | 70:42  |
| So. 14.08. 11:00 | TC Bruckmühl-Feldkirchen     | Deutsche Öl und Gas RW Köln  | 3:3     | 7:7   | 55:57  |
| So. 14.08. 11:00 | TK Blau-Weiss Aachen         | Allpresan Rochusclub BL-Team | 3:3     | 7:7   | 58:57  |
| So. 14.08. 11:00 | TK GW Mannheim               | TC Blau-Weiß Halle           | 5:1     | 11:3  | 74:53  |